# Abderrazak Hammami
Abderrazak Hammami (arabe : عبد الرزاق الحمامي), né le 13 octobre 1935 à Kairouan et mort le 31 octobre 2012 à Tunis, est un réalisateur et acteur tunisien.

## Biographie
Il poursuit ses études à Troyes en France avant de décrocher son diplôme de théâtre à l'École supérieure d'art dramatique de Strasbourg.
Il devient en 1965 l'un des premiers réalisateurs de la Radiodiffusion-télévision tunisienne. On lui doit de nombreuses émissions et feuilletons célèbres, dont Ommi Traki, dont il fait un film en 1973. Il joue par ailleurs dans des œuvres dramatiques tunisiennes et françaises.
En 2012, quelques mois avant sa mort, son nom est donné au studio 400 de la maison de la télévision tunisienne.

## Filmographie

### Télévision
- 1966 : Zawbaâ Fi Fengène, réalisateur
- 1969 : Haj Klouf, réalisateur
- 1969-1971 : Ommi Traki, réalisateur
- 1976 : La Petite barque, réalisateur du premier feuilleton tunisien en couleurs
- 1994 : Ghada, acteur
- 2008 : Villa Jasmin, acteur

### Cinéma
- 1973 : Ommi Traki, réalisateur